# Phänomen (Radsportteam)
Phänomen war ein professionelles deutsches Radsportteam. Sponsor waren die Phänomen-Werke Gustav Hiller AG, ein Hersteller von Fahrzeugen und Fahrrädern aus Zittau.

## Geschichte
Das Team Phänomen bestand von 1934 bis 1943. Die Radmarke von Phänomen trug den Namen „Phänomen-Rover“. Die Phänomen-Werke waren Mitglied im „Industrie-Verein“ des Deutschen Radfahrer-Bundes (DRB). Mitglieder des Vereins waren Unternehmen aus der Fahrradindustrie und Hersteller von Fahrradkomponenten, die als Sponsoren des Berufsradsports in Deutschland tätig waren.
Bereits in der ersten Saison, die sechs deutsche Radrennfahrer bestritten, gewann das Team durch Kurt Stöpel Rund um Berlin und Rund um Köln. Unter den Siegen 1935 ragte der in der Internationalen Saarland-Rundfahrt von Georg Umberhauer heraus. 1938 gewann Georg Umbenhauer Rund um die Hainleite, Fritz Diederichs Berlin–Cottbus–Berlin und die Harzrundfahrt 1939. 1941 kamen Siege in der Luxemburg-Rundfahrt und im Großen Sachsenpreis durch Christoph Didier hinzu.

## Erfolge
1934
- Rund um Berlin
- Rund um Köln

1935
- Internationale Saarland-Rundfahrt

1937
- zwei Etappen Internationale Deutschland-Rundfahrt

1938
- Rund um die Hainleite

1939
- Berlin–Cottbus–Berlin
- Harzrundfahrt
- eine Etappe Großdeutschlandfahrt

1941
- Gesamtwertung Luxemburg-Rundfahrt
- Großer Sachsenpreis

## Bekannte Fahrer
- Fritz Diederichs
- Christoph Didier
- Herbert Sieronski
- Kurt Stöpel
- Georg Umbenhauer